# Santa Pau
Santa Pau település Spanyolországban, Girona tartományban. Santa Pau Sant Jaume de Llierca, Sant Ferriol, Mieres, Sant Aniol de Finestres, Sant Feliu de Pallerols, Les Preses, Olot és Sant Joan les Fonts községekkel határos. Lakosainak száma 1611 fő (2024).

## Népesség
A település népessége az elmúlt években az alábbi módon változott:
| Lakosok száma | 633  | 2353 | 1958 | 1635 | 1317 | 1516 | 1610 | 1567 | 1565 | 1611 |
|               | 1717 | 1887 | 1936 | 1960 | 1986 | 2004 | 2009 | 2014 | 2019 | 2024 |